# أوكنة حادة الأوراق
أوكنة حادة الأوراق (الاسم العلمي:Ochna oxyphylla) هي نوع من النباتات تتبع جنس الأوكنة من الفصيلة الأوكنية.